# MV Avon
El Avon, fue un buque mercante de bandera liberiana que varó en las costas de Valparaíso la tarde del sábado 9 de septiembre del 2000, en medio de un fuerte temporal de viento y lluvia que azotó la zona central desde la madrugada de aquel día, en el sector de Caleta Portales. No sólo encalló en la playa, sino que pasó a llevar el muelle de los pescadores artesanales, partiéndolo en dos pasándolo en aproximadamente 28 metros, también ocasionándole un boquerón en la proa, bajo la línea de flotación. 
Luego de un poco más de 55 días logró ser desvarado, pero los daños con los que quedó tras encallar en la caleta, y una serie de emergencias a bordo, entre las que se cuentan, fallas en los generadores de los motores de achique y las innumerables vías de agua, la madrugada del 17 de noviembre de ese mismo año, y con la aprobación de los armadores del barco, African Bulk Services, de origen griego. La nave fue echada a pique, en una fosa abisal de 2800 m de profundidad a 54,72 km en un sector entre Valparaíso y San Antonio.

## Antecedentes
El buque, de bandera liberiana, construida en 1970 en Suecia, y explotado por African Bulk Services, tenía una eslora de 169,02 m, 21,39 m de manga y 14239 t de Registro Bruto (TRB), llegó a Valparaíso desde el puerto de Lirquén, en la Región del Bío Bío, tras descargar carbón en ese Terminal portuario luego de viajar desde el Mar Negro, sin ningún inconveniente según el testimonio de Konstantyn Kostyvko, jefe de máquinas de la nave desde casi dos años atrás, y quien tendría un protagonismo especial en los hechos, pues era además de ser el tripulante más antiguo del Avon, fue quien estuvo activamente en el proceso, desde que varó el buque, hasta que debió ser hundido.
El motivo de la recalada a Valparaíso fue en primer lugar, que su tripulación capitaneada por Igor Lebedyev, presentaron ante la federación internacional de trabajadores del transporte marítimo (ITF) una queja formal en contra de los armadores del buque quienes les debían 6 meses de sueldo, los que ascendían a $ 64 281 000 (en pesos chilenos). Tras una huelga legal que duró tres días, African Bulk Services procedió al pago de los salarios. Lebedyev les había manifestado a los inspectores de la ITF, su abandono del barco, no solo por los seis meses impagos de sueldo, sino que porque según él Este buque no le daba ninguna seguridad. Por lo que los armadores, un día antes de la emergencia, cambiaron al capitán Lebedyev y a los pilotos, asumiendo en su lugar Víctor Chernyavsk, quien a juicio de Kostyurko no tenía experiencia en buques como el Avon. Tras conseguir los permisos de la autoridad marítima y la certificación para otro viaje al Asia, los armadores decidirían si someterlo a una extensa reparación, o llevarlo a ese mismo continente para desguace.

## La emergencia
Estaba pronosticado un fuerte temporal de viento y lluvia para el fin de semana del 9 de septiembre, que se desató con fuerza en la madrugada de ese mismo día, con fuertes lluvias y vientos que superaban los 80 km/h, pero se hizo más intenso aún esa misma tarde por lo que el capitán Chernyavsk ordenó, previo permiso por parte de la autoridad marítima, el salir a alta mar para capear el temporal a eso de las 19 horas, en pleno invierno y a oscuras.
En cuanto se levantó el ancla de estribor, el huinche del ancla se reventó, por lo que el capitán ordenó inmediatamente echar andar las máquinas y es aquí en donde se desata la emergencia, pues una mala maniobra por parte de éste, además del no avisar oportunamente lo ocurrido a bordo a la autoridad marítima, produjo una falla hidráulica que provocó posteriormente una falla generalizada de máquinas que la dejó sin propulsión y a la deriva, y a 1200 metros de la costa se fue hacia la Caleta Portales, llevándose consigo el muelle de los pescadores, atravesándolo y partiéndolo en dos, daños que ascendieron a los 1200 millones de pesos chilenos, de acuerdo a lo estimado por el ministerio de obras públicas.
En cuanto al Avon, no solo perdió el ancla de estribor, sino que también producto de la colisión con el muelle, sufrió serios daños en la proa produciéndose un gran forado en la proa bajo la línea de flotación.
Tras lo ocurrido, el capitán Chernyavsk ordenó abandonar el buque de inmediato, lo que generó la inmediata oposición del jefe de máquinas de la nave, quien a su juicio, se debía abandonar el buque en cuanto hubiese luz y la nave estuviese lo suficientemente estable para tal maniobra, pues si bien, había varado, parte de la popa del mismo seguía flotando, por lo que se dispuso a abrir las válvulas de lastre para estabilizarlo, y con ello evacuar a la tripulación.
Finalmente, al mediodía del día siguiente, voluntarios de Bomberos y del cuerpo de Bote Salvavidas, se evacuó a 13 personas de las 21 que conformaban la tripulación del Avon. Sólo se dejaron a las personas que a juicio de la autoridad marítima, era indispensable que siguieran a bordo. Estos fueron los siguientes tripulantes.
•	El capitán del Avon Víctor Chernyavsk, de nacionalidad Rusa.

•	El primer piloto Gura Volodymyr, de nacionalidad Rusa

•	El primer ingeniero Stepan Shusko, de nacionalidad Rusa

•	El jefe de máquinas Konstantyn Kostyvko, de nacionalidad Ucraniana

•	Dos tripulantes de cubierta.

•	Dos operadores de máquinas.

La tripulación restante estaba conformada por 4 chilenos, un hondureño, un kazajo, dos originarios de Odessa, un indio, 3 ucranianos, el cocinero Sergei Yagnichenko, el segundo oficial Slavinsky Vitaly, el tercer oficial Igor Chaban, todos ellos de nacionalidad Rusa.
	Ese mismo día, y sin importar las condiciones meteorológicas, el Avon, se transformó inevitablemente en un atractivo turístico de invierno, con todo lo que ello implica.

## El desvaramiento.
Somarco, la agencia naviera que representa a los armadores del Avon, tuvo 48 horas de plazo, a partir del día 10 de septiembre para que entregase un plan de trabajo para conseguir el desvaramiento de la nave. Previo a ello, la autoridad marítima activo un dispositivo alrededor del casco del buque para prevenir posibles derrames de petróleo como de aceite en el mar, producto de posibles daños, además de una inspección al doble fondo del casco. Vale destacar que toda instancia entre la autoridad marítima y los armadores se hizo a través del agente representante en Chile, Somarco.
La autoridad marítima dio plazo hasta el 25 de octubre para desvarar el Avon, plazo que no se cumplió, debido a que los armadores abarataron los costos lo más posible, lo que se tradujo también en retrasos en las maniobras de desvaramiento, por lo que los armadores debieron pagar una multa de 300000 pesos oro
La empresa contratada en las maniobras de desvaramiento fue Marsub, junto con SeaSafe, quienes ofrecieron el plan más barato, pero no el más eficiente para un buque de estas características, cabe destacar el retraso de African Bulk Service para adjudicar el proceso de reflote de la nave. 
El 6 de octubre se iniciaron los trabajos de salvataje del Avon, que consistió en reforzar aquellas partes que estarían expuestas a la tracción de los remolcadores, como el cambio de la cubierta de la toldilla de babor (popa), el reforzar las bitas del buque y tapar el forado de la proa, tras colisionar con el muelle de los pescadores. En cuanto al achique, se sacó la capa de aceite que estaba sobre el agua que inundó la sala de máquinas, así como el remover el agua de este departamento y redistribuirla en los estanques de lastre de babor y reparar el huinche descompuesto antes del siniestro. También se hicieron los trabajos de batimetría para revisar cuán hundido esta el buque en la arena, y cuánto hay que arrastrarlo para dotarlo de su propio poder de flotación y propulsión.
Finalmente el viernes 27, dos días después del plazo fatal puesto por la autoridad marítima para evitar la multa en pesos oro, Marsub y SeaSafe al amanecer de ese día, aprovechando la alta marea, comenzaron el operativo de desvarada, el que consistió en tres remolcadores. Dos de ellos, el Antilén y el Lauca arrastraron el buque desde la banda de babor de popa, mientras que el tercero, el Atenea, se encargó de acelerar el ingreso de la marea al área del buque, sin embargo en medio del arrastre, uno de los cables de acero del remolque se cortó, por lo que la operación debió ser suspendida. En esta jornada se arrastró el Avon sólo 1,1 m de los casi 30 que necesitan con marea alta para dotarlo de flotabilidad, pero con el arrastre aumentó también el banco de arena que mantenía al buque aprisionado en la playa, mientras que una lancha Zodiac con buzos a bordo, revisarían al casco del buque una vez que quede reflotado. En la noche del mismo día se arrastró 2,5 m más, y se disminuyó la escora del buque de 13,7 grados a 11. Para contrarrestar este efecto se extrajo casi todo el combustible del buque, sólo dejando el necesario para echar a andar las máquinas.
Finalmente el 2 de noviembre, 53 días después del encallamiento, el buque fue reflotado, quedando perpendicular a la costa y remolcado unos metros mar adentro.

## El final
La operación terminó con el Avon con serios daños en su casco, y una notoria deformación del mismo. Tanto fue así que era sólo que los generadores de achique fallaran para que el buque se hundiera en cosa de minutos. Debido a estos daños, ya era prácticamente imposible que realizase otro viaje y más encima cargado, por lo que los aseguradores de la nave determinaron preliminarmente sugerir a los armadores que la única opción viable por el momento, era llevarlo a Asia para su venta como chatarra, pero el sinnúmero de vías de agua presente en el casco del buque presentían que el Avon se hundiría en medio del viaje hacia oriente, y además de ser mucho más costoso para los aseguradores y el armador el venderlo como chatarra que pagar los costos de vertimiento que de acuerdo a lo informado por autoridad marítima, ascienden a los 29517 dólares (24161 dólares en dos remolcadores, más 5356 dólares por el cable de remolque se fue al fondo con la nave).
Oficialmente la operación comenzó a las 4 de la mañana del viernes 17 de noviembre, después de 68 días que encallara, y dos horas después que el Avon fuese llevado al lugar mencionado anteriormente. Se procedió al remolque de la nave (Antilén y oficina Porvenir), pero comenzó a experimentar una escora tal, producto de los miles de litros de agua que estaban ingresando al buque, que ponía en riesgo al buque se diese vuelta de campana lo que haría más dificultoso el vertimiento de la nave en cuestión, por lo que se llegó hasta una fosa de aproximadamente 2800 metros de profundidad, a unos 34 millas náuticas (55 kilómetros) de la costa, entre Valparaíso y San Antonio. 
El procedimiento fue abrir las válvulas de lastre al buque, una de ellas se abrió pero no salió agua por lo que hubo que abrirse mediante explosivos. Posterior a ello, el jefe de máquinas del Avon, quien además fue el único tripulante de la dotación original que iba a bordo, junto con un tripulante de cubierta y cuatro auxiliares de la empresa Marsub, y el jefe del operativo Francisco Ramírez hicieron abandono del buque para siempre, no sin antes arriar la bandera de Liberia del mismo, y entregársela al jefe de máquinas Konstantyn Kostyurko, con las coordenadas del lugar en donde se hundió la nave. 
El buque se escoró 18 grados a estribor lentamente, hasta que el agua comenzó a entrar a la sala de máquinas, desapareciendo por completo la popa, e ingresando el agua a las seis bodegas del buque, que quedaron abiertas, junto con las puertas del puente y las grúas, hasta quedar vertical y hundirse en la profundidad del océano finalmente a las 10:37 de la mañana. 

## Consecuencias
Las consecuencias de todo este proceso, llevó a acciones judiciales por parte del sindicato de pescadores de la Caleta Portales, para determinar las posibles responsabilidades de los armadores del buque, y del capitán en la destrucción del muelle, así como la solicitud de algunas autoridades políticas de investigar el cómo un buque en las condiciones en las que estaba, no solo estructurales, sino que las condiciones laborales de su tripulación (sueldos impagos) pudo haber ingresado al país, aun teniendo todos los papeles y documentación al día, e incluso en algún momento se quiso responsabilizar a la Dirección del Territorio Mercante y Marítimo (DIRECTEMAR), de haber incurrido en algún tipo de negligencia, sin embargo, estando el Avon, con todos los papeles al día, no hay instancia legal para que este no pudiese entrar al país, además de la inacción de las autoridades políticas para restringir el ingreso de este tipo de buques al mar chileno, y las restringidas atribuciones de la autoridad marítima para fiscalizar este tipo de navíos.
En cuanto al muelle, fue reparado un año después, mientras que los pescadores debieron utilizar el muelle Barón para realizar sus faenas de pesca, y se debió construir unos metros más adelante del muelle siniestrado, debido a que el muelle anterior nunca más volvió a tener la fiabilidad que tenía antes del accidente.